# 大菩薩連嶺
大菩薩連嶺（だいぼさつれんれい）は山梨県東部にあり、広く解釈した場合の奥秩父山塊の南端となる連嶺。

## 概要
鶏冠山（黒川山）を北端とし、大菩薩嶺、大菩薩峠、小金沢山、湯ノ沢峠を経て滝子山に至る、南端はほぼ中央自動車道、甲州街道（国道20号）、JR中央本線に接する山並み。西南部には甲州市がある。

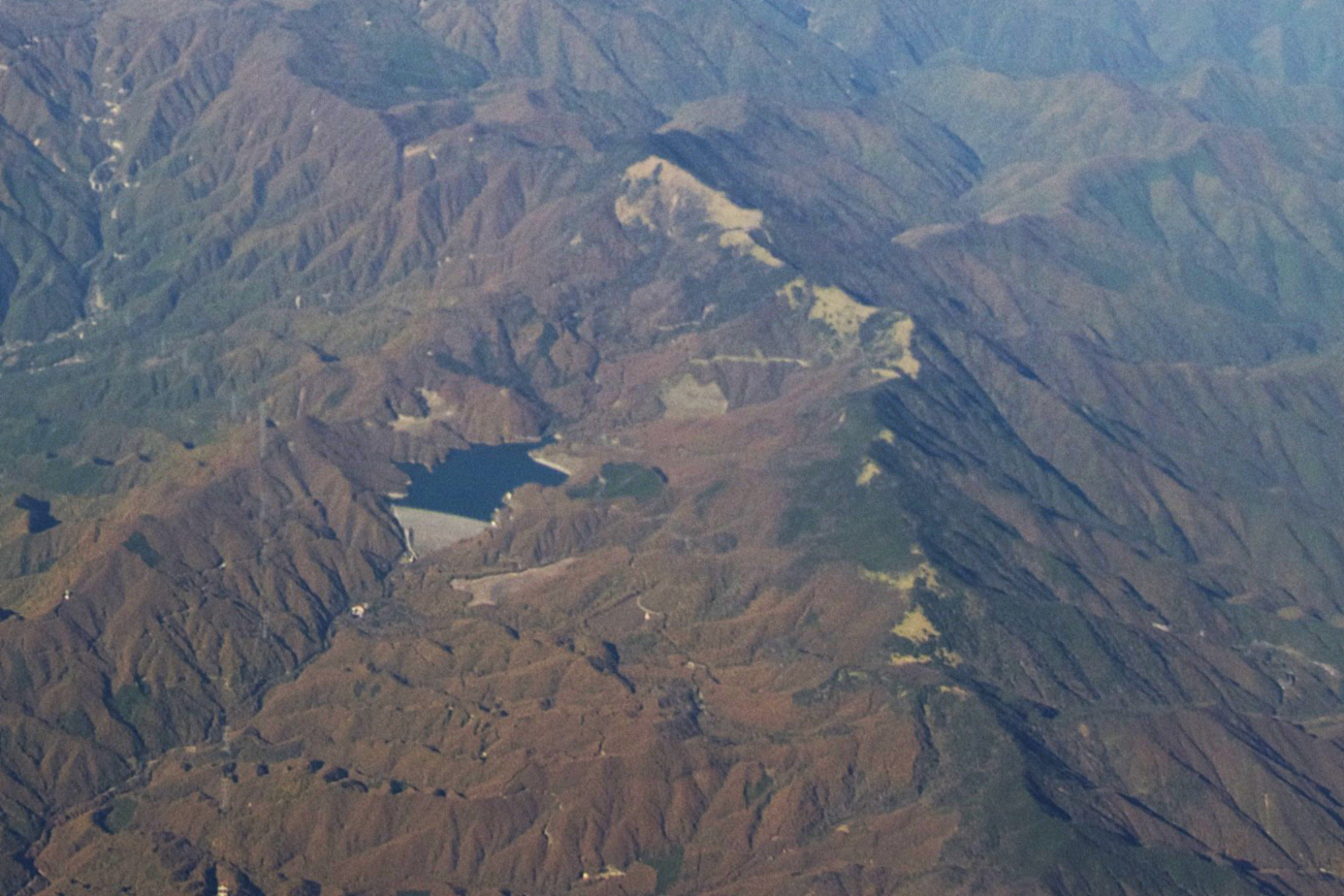
南北に連なる大菩薩連嶺、中央上が主峰の大菩薩嶺
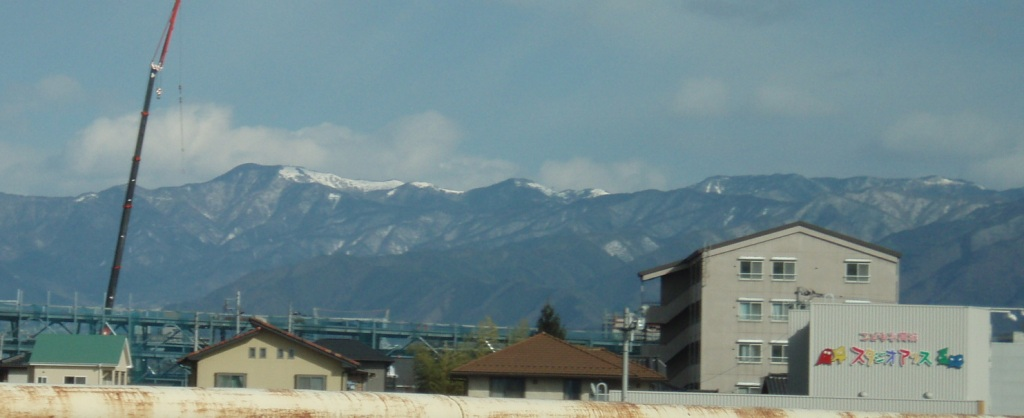
大菩薩連嶺を西南西から望む、左の高峰が大菩薩嶺

## 地域

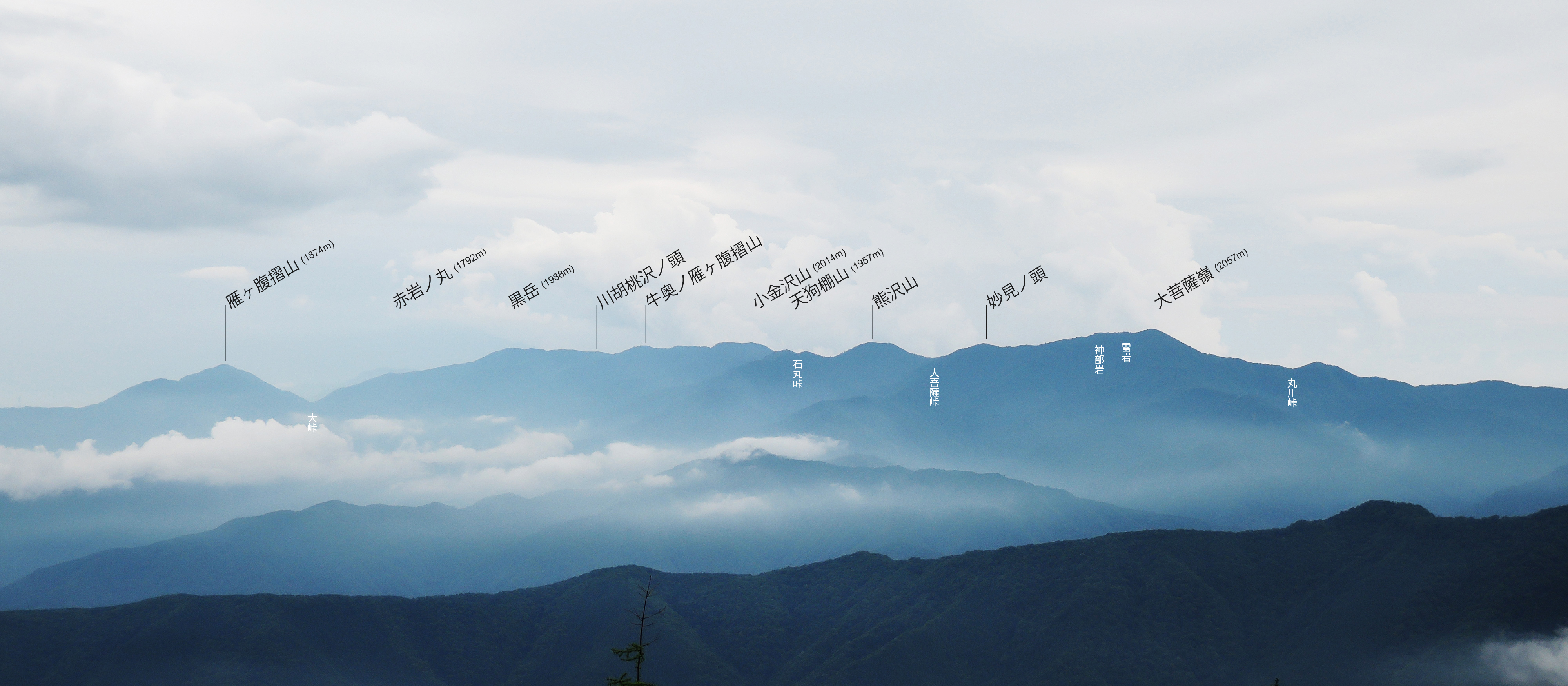
北北東の小雲取山付近から望む大菩薩連嶺>山名・標高なし

- 鶏冠山（黒川山） (1716m)
- 柳沢峠
- 丸川峠
- 大菩薩嶺 (2057m)
- 大菩薩峠
- 小金沢山 (2014m)
- 牛奥ノ雁ヶ腹摺山 (1990m)
- 源次郎岳 (1477m)
- 黒岳 (1988m)
- 雁ヶ腹摺山 (1874m)
- 棚横手山 (1306m)
- 湯ノ沢峠
- 甲州高尾山 (1092m)
- 破魔射場丸 (1752m)
- 大岱山 (1177m)
- 大谷ガ丸 (1644m)
- 滝子山 (1590m)
- セーメーバン (1006m)
- 奈良倉山 (1349m)

## 登山
北端へ自動車で行く場合は、青梅街道（国道411号）の柳沢峠の駐車場から入る。電車で入る場合は、JR中央本線塩山駅から主にタクシー利用。本数は少ないが塩山側登山口裂石温泉へ甲州市の自主運営バスが運行している。また、甲斐大和駅よりシーズン中の週末及び祝日のみ限定でベースとなる上日川峠直行バス（甲州市市民バス）が運行されている。
南端へ電車で入る場合は、JR中央本線初狩駅下車。また、奥多摩側はJR青梅線奥多摩駅から小菅行きバスで前夜泊で登山するルートもある。縦走には健脚で1泊2日、浅くはない山の中を行くことになるので、未経験者が行う場合は慎重な計画が望まれる。

### 周辺にある小屋
- 介山荘
- 福ちゃん荘
- 富士見山荘
- まるかわ荘
- ロッヂ長兵衛